# Balás szászánida király
Balás (? – 488?) Péroz testvére, a Szászánida Birodalom királya 484-488 között. A heftalita támadást követő káosz után egy perzsa nemes, az ősi Karen-családból származó Zarmikr (vagy Sokkra) állította helyre a rendet Perzsiában. Ő emelte trónra Balást, aki Péroz testvére volt. A fehér hunok fenyegetése azonban még I. Huszrau uralkodásáig jelen volt a birodalomban. Balás engedményeket tett a keresztényeknek, de nem hozott megfelelő intézkedéseket a Birodalom ellenségei, köztük a heftaliták ellen. Négy évi uralkodás után unokaöccse, I. Kavád megvakíttatta és elvette trónját.

## Fordítás
- Ez a szócikk részben vagy egészben  az   Imperio Sasánida című spanyol Wikipédia-szócikk fordításán alapul.  Az eredeti cikk szerkesztőit annak laptörténete sorolja fel. Ez a jelzés csupán a megfogalmazás eredetét és a szerzői jogokat jelzi, nem szolgál a cikkben szereplő információk forrásmegjelöléseként.